# 소말리아 남서부주
소말리아 남서부주(소말리어: Dawlad Goboleedka Koonfur Galbeed ee Soomaaliya)는 소말리아 남서부에 있는 연방 회원국이다. 2002년 4월 1일 소말리아 RRA의 지도자인 하산 무하마드 누르 샤티가두드에 의해 설립되었다이는 세 번째로 설립된 자치구였다.
2005년 해산된 후 2009년 11월 소말리아의 공식 연방 회원국으로 재건되었다. 또한 압디아지즈 라프타가린이 이 주의 대통령으로 선출되었다. 남서부의 공식 수도는 소말리아 해 연안에 위치한 바라와이지만, 현재 국가 행정부는 바이다보에 위치해 있다.